# Episodi di Love, American Style (quarta stagione)
La quarta stagione della serie televisiva Love, American Style è stata trasmessa in anteprima negli Stati Uniti d'America dalla ABC tra il 15 settembre 1972 e il 9 marzo 1973.
| nº | Titolo originale | Titolo italiano | Prima TV USA      | Prima TV Italia |
| -- | --- | --------------- | ----------------- | --------------- |
| 1  | Love and the Know-It-All / Love and the Perfect Wife / Love and the Sensuous Twin / Love and the Triple Threat                  |                 | 15 settembre 1972 |                 |
| 2  | Love and the Amateur Night / Love and the Cheaters / Love and the Love Nest / Love and the Unbearable Fiance                    |                 | 22 settembre 1972 |                 |
| 3  | Love and the Lucky Couple / Love and the Mail Room / Love and the New Act / Love and the Overnight Guests                       |                 | 29 settembre 1972 |                 |
| 4  | Love and the Girlish Groom / Love and the New You / Love and the Oldlyweds / Love and the Wishing Star                          |                 | 6 ottobre 1972    |                 |
| 5  | Love and Dear Old Mom and Dad / Love and the High School Sweetheart / Love and the Spaced Out Chick / Love and the Country Girl |                 | 13 ottobre 1972   |                 |
| 6  | Love and the Confession / Love and the Disappearing Box / Love and the Hip Arrangement / Love and the Old Flames                |                 | 20 ottobre 1972   |                 |
| 7  | Love and the Happy Medium / Love and the Jinx / Love and the Little Black Book / Love and the Old Swingers                      |                 | 27 ottobre 1972   |                 |
| 8  | Love and the Clinic / Love and the Perfect Wedding / Love and the President / Love and the Return of Raymond                    |                 | 3 novembre 1972   |                 |
| 9  | Love and the Hairy Excuse / Love and Lady Luck / Love and the Pick-Up Fantasy                                                   |                 | 10 novembre 1972  |                 |
| 10 | Love and the Christmas Punch / Love and the Mystic / Love and the Tycoon                                                        |                 | 17 novembre 1972  |                 |
| 11 | Love and the Caller / Love and the Secret Life / Love and the Swinging Philosophy / Love and the Woman in White                 |                 | 24 novembre 1972  |                 |
| 12 | Love and the First Kiss / Love and the Impressionist / Love and the Super Lover                                                 |                 | 1º dicembre 1972  |                 |
| 13 | Love and the Ghost / Love and the Out-of-Town Client / Love and the Secret Habit                                                |                 | 8 dicembre 1972   |                 |
| 14 | Love and the Cryptic Gift / Love and the Family Hour / Love and the Legend / Love and the Sexpert                               |                 | 5 gennaio 1973    |                 |
| 15 | Love and the Face Bow / Love and the Impossible Gift / Love and the Love Kit                                                    |                 | 12 gennaio 1973   |                 |
| 16 | Love and the Missing Mister / Love and the Old Lover / Love and the Twanger Tutor                                               |                 | 19 gennaio 1973   |                 |
| 17 | Love and the Singing Suitor / Love and the Unmarriage / Love and the Wee He                                                     |                 | 26 gennaio 1973   |                 |
| 18 | Love and the Hand Maiden / Love and the Hot Spell / Love and the Laughing Lover / Love and the Perfect Set-Up                   |                 | 2 febbraio 1973   |                 |
| 19 | Love and the Anniversary / Love and the Playwright / Love and the Trampled Passion                                              |                 | 9 febbraio 1973   |                 |
| 20 | Love and the Baby Derby / Love and the Burglar Joke / Love and the Favorite Family                                              |                 | 16 febbraio 1973  |                 |
| 21 | Love and the Crisis Line / Love and the Happy Family / Love and the Vertical Romance                                            |                 | 23 febbraio 1973  |                 |
| 22 | Love and the Mind Reader / Love and the Mr. and Mrs. / Love and the Soap Opera                                                  |                 | 2 marzo 1973      |                 |
| 23 | Love and the End of the Line / Love and the Growing Romance / Love and the Postal Meeter                                        |                 | 9 marzo 1973      |                 |